# Hamburg Enteignet

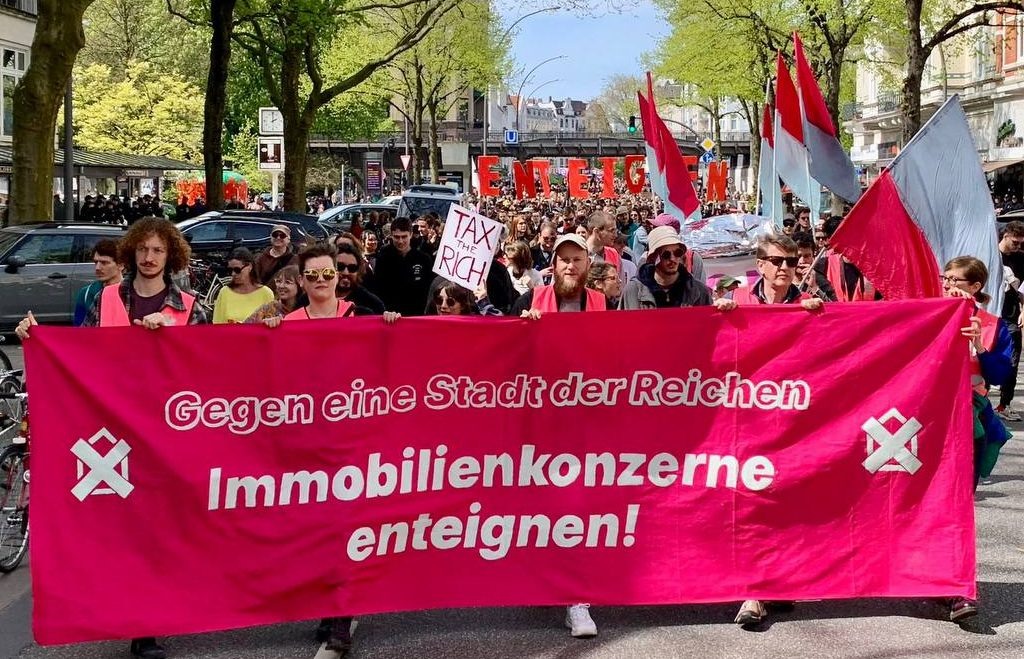
„Hamburg Enteignet“ auf der Demonstration mit dem Motto „Wer hat, der gibt“ am 1. Mai 2022

Die Volksinitiative Hamburg Enteignet ist eine politische Bewegung und ein eingetragener Verein in Hamburg. Angestrebt wird die Vergesellschaftung großer Wohnungsbaugesellschaften per Volksentscheid – wobei eine „Vergesellschaftungsreife“ für Eigentum ab „500 Wohneinheiten pro Unternehmen“ vorgeschlagen wird – durchzusetzen. Die Initiative orientiert sich dabei an ähnlichen Bestrebungen wie die Berliner Initiative „Deutsche Wohnen & Co. enteignen“ und fordert die Überführung großer privater Wohnungsbestände in Gemeineigentum unter Mitbestimmung und Kontrolle durch die Mieter. Als Rechtsgrundlage soll der Vergesellschaftungs-Paragraph (§ 15 GG) aus dem Grundgesetz dienen.

## Gründung
Die Initiative wurde am 13. April 2022 mit der Gründung des Vereins „Hamburg enteignet e.V.“ ins Leben gerufen. Bereits kurz nach der Gründung begann sie, formelle Schritte zur Umsetzung ihrer Ziele einzuleiten. Am 25. April 2022 erfolgte eine Beratungsrückmeldung gemäß § 1a Volksabstimmungsgesetz bezüglich eines Enteignungsgesetzes. Aktive Mitglieder der Volksinitiative sind u. a. Marco Hosemann, Die-Linke-Abgeordneter der Bezirksversammlung Hamburg Nord, Marleen Neuling, Juristin und Martin Lessing, Landespflege-Referendar.

## Ziele und Forderungen
Die Hauptforderung von „Hamburg Enteignet“ ist die Vergesellschaftung von Wohnraum, der von großen Immobilienunternehmen verwaltet wird. Die Initiative strebt eine Änderung der Hamburger Gesetzgebung an, um die Möglichkeit zur Vergesellschaftung von Wohnraum zu schaffen. Ziel ist es, Spekulation mit Wohnraum einzudämmen und langfristig bezahlbare Mieten zu sichern. Die Initiative betont die Bedeutung einer sozial gerechten Stadtentwicklung und die Bekämpfung der Wohnraumkrise in Hamburg.

## Aktivitäten
Am 15. September 2022 begann die Unterschriftensammlung von „Hamburg Enteignet“. Einen Tag zuvor wurde der Verfassungsschutzbericht 2022 von Innensenator Andy Grote (SPD) präsentiert. Darin findet der Verein „Hamburg enteignet e.V.“ Erwähnung. Der Verein ist laut Verfassungsschutzbericht beeinflusst von der Interventionistischen Linke Hamburg (IL HH). Daraufhin titelte das auflagenstärkste Hamburger Printmedium Hamburger Abendblatt die Darstellung des Landesamt für Verfassungsschutz am Auftakttag der Sammelaktion mit: „Vor Volksinitiative wird gewarnt“. Der VS-Bericht 2023 schreibt weiterführend.

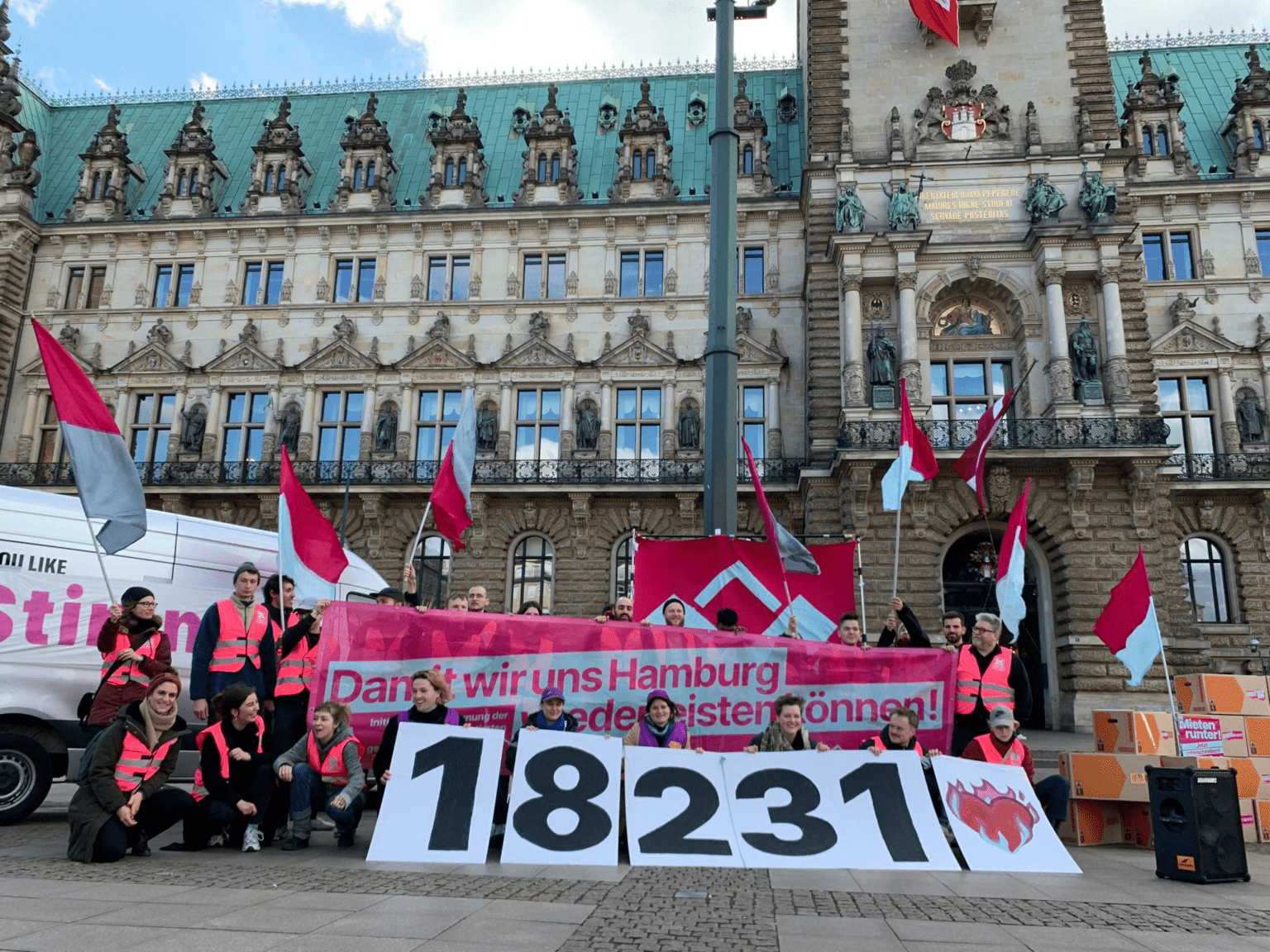
„Hamburg Enteignet“ gibt die Unterschriften der ersten Sammelphase beim Hamburger Rathaus ab

Im März 2023 hatte der Verein „Hamburg enteignet“ 18231 Unterschriften – wobei mindestens 10000 gültige Stimmen vorgeschrieben sind – an den Senat der Freien und Hansestadt Hamburg übergeben, mit dem Ziel, dass die Hamburgische Bürgerschaft ein Enteignungsgesetz ausarbeitet. Nachdem das Parlament der Forderung nicht nachkam und Finanzsenator Andreas Dressel (SPD) ablehnend reagierte, beantragte der Verein ein Volksbegehren. Die Initiative wartet aktuell auf ein Urteil des Hamburger Verfassungsgerichts, bevor weitere Schritte unternommen werden können. Sollte das Gericht die Volksinitiative befürworten, könnte die Sammlung weiterer Unterschriften für einen Volksentscheid in aktueller Form fortgesetzt werden. Bis dahin ruht die aktive Sammlung und Organisation weiterer Unterschriftenaktionen.
Die Volksinitiative strebt einen Volksentscheid zusammen mit der nächsten Wahl zur 23. Hamburgischen Bürgerschaft an.

## Unterschriftenliste, Wortlaut der Kriterien zum Gesetzentwurf
„Die Wohnungsbestände (also der Grund und Boden mitsamt Gebäuden) großer Immobilienunternehmen in Hamburg sollen zum Zwecke der Vergesellschaftung in Gemeineigentum überführt werden.
- Der Senat der Freien und Hansestadt Hamburg wird aufgefordert, innerhalb von sechs Monaten eine Kommission einzurichten, die hierzu einen Gesetzentwurf ausarbeitet.
- Der Senat und die Initiative Hamburg Enteignet werden jeweils 4 Mitglieder benennen und sich einvernehmlich auf einen Vorsitz einigen.
- Die Arbeit der Kommission soll an die Ergebnisse der Berliner Kommission „Vergesellschaftung großer Wohnungsunternehmen“ anknüpfen.“

Die vier Punkte schließen mit dem Hinweis: „Vollständiger Text mit Begründung auf der Rückseite“. Die zu berücksichtigenden Kriterien des Gesetzentwurf beginnen damit, dass (1) „alle vergesellschaftungsreifen, privaten Unternehmen mit Gewinnerzielungsabsicht betroffen [sind]. Als Schwelle für die Vergesellschaftungsreife wird das Eigentum an 500 Wohneinheiten pro Unternehmen vorgeschlagen,“ wobei (2) „Unternehmen, die bereits direkt oder indirekt von der öffentlichen Hand gehalten werden, im kollektiven Eigentum der Mietenden oder gemeinwirtschaftlich verwaltet sind, sollen rechtssicher ausgenommen werden. Insbesondere sollen die SAGA Unternehmensgruppe und die Genossenschaften nicht von der Vergesellschaftung erfasst werden.“ Auch soll (3) „eine erneute Privatisierung der Wohnungsbestände [...] gesetzlich ausgeschlossen werden“ und (4) „die vergesellschafteten Bestände sollen in einer zu errichtenden Anstalt des öffentlichen Rechts (AöR) im Sinne der Gemeinwirtschaft demokratisch verwaltet werden.“ (5) „Der dem Gesetzgeber bei der Festsetzung der Entschädigung vom Grundgesetz eingeräumte „weite Ermessensbereich“ (BVerfGE 4, 219 [236]) soll zugunsten einer möglichst niedrigen Entschädigung genutzt werden. Die Entschädigungszahlungen und weitere Kosten der Vergesellschaftung sollen von der AöR getragen werden. Eine Refinanzierung durch die Mieteinnahmen soll angestrebt werden.“

## Begründung für das Vorhaben
Die Initiative begründet ihre Forderungen mit den folgenden Punkten:

### Wohnungspolitik
Laut der Initiative hat die Wohnungspolitik des Hamburger Senats zwar neuen Wohnraum geschaffen, jedoch reiche dies noch lange nicht aus, um eine gerechte Wohnungspolitik zu gestalten. Außerdem untertrifft die Stadt Hamburg derzeit ihre selbstgesteckten Ziele zum Wohnungsbau. Verbände und Gewerkschaften kritisieren u. a., dass zu wenige Sozialwohnungen gebaut werden. Dies trage zu steigenden
Mieten und sozialpolitischen Herausforderungen bei. Befürworter einer Vergesellschaftung argumentieren, dass durch diese der Wohnungsbau besser an den Bedürfnissen der Bevölkerung ausgerichtet werden könnte.

### Mangelnder Service
Berichte über Vernachlässigung von Wohnraum und mangelhaften Service großer Wohnungsunternehmen, wie etwa Vonovia, werden von der Initiative als Argument für eine Vergesellschaftung angeführt.

### Gewinnstreben
Die Initiative sieht die Gewinnerzielungsabsicht großer Wohnungsgesellschaften als Wurzel des Problems für hohe Mieten, schlechten Service und Leerstände. Es wird argumentiert, dass dadurch zunehmend Mieter aus ihren bisherigen Stadtteilen verdrängt werden und die Gentrifizierung vorangetrieben wird.

## Unterstützer
Die Initiative wird von verschiedenen lokalen Organisationen und Vereinen unterstützt, darunter Gewerkschaft ver.di, Grüne Jugend und der Partei DIE LINKE, sowie ihrer Jugendorganisation. Zudem wird angegeben, dass viele Mieter großer Wohnungsbaugesellschaften eine Vergesellschaftung unterstützen.

## Kritik
Kritik an der Initiative kommt vor allem aus der Immobilienwirtschaft und von politischen Parteien wie der SPD und CDU. Kritiker befürchten, dass eine Vergesellschaftung hohe Entschädigungssummen für die Immobilienkonzerne erfordern könnte, die die Staatskasse belasten würden. Zudem wird bezweifelt, ob eine Vergesellschaftung tatsächlich zu niedrigeren Mieten führen könnte. Kritiker sehen das Grundproblem eher im Mangel an Wohnungsbau als in den Eigentumsverhältnissen. Darüber hinaus verunsichere die Initiative mit ihren Forderungen auch die Anteilseigner von Wohnungsbaugenossenschaften, die zumeist selbstnutzende Mieter sind.